# Toivo Heikkilä
Toivo Heikki Heikkilä, född 4 augusti 1906 i Eräjärvi, död 15 maj 1976 i Helsingfors, var en finländsk diplomat. 
Heikkilä, som var son till jordbrukare Juho Koskinen-Heikkilä och Karoliina Heikkilä, blev student 1927, filosofie kandidat 1930 och filosofie magister 1932. Han anställdes vid utrikesministeriet 1931 (med tjänstgöring i Tallinn, Berlin och Budapest), blev legationsråd 1943, var statsministerns sekreterare 1945–1948, chef för Finlands delegation i Berlin 1948–1955, presschef vid utrikesministeriet 1955–1957, chargé d’affaires i Budapest 1957–1959, ambassadör där 1960–1963, i Rio de Janeiro 1963–1964 och därefter i disponibilitet vid utrikesministeriet. Han var medlem av kommittén för utlandspropaganda 1955–1957. Han utgav Paasikivi peräsimessä (1965). Heikkilä tilldelades generalkonsulstitel 1951.